# Slomosa
Slomosa est un groupe norvégien de desert rock, originaire de Bergen.

## Histoire

### Origines
Les origines du groupe se trouvent dans des jam sessions dans l'appartement partagé par Benjamin et Anders pendant l'été 2016. Par amour pour le premier album de Queens of the Stone Age, ils commencent à jouer des riffs similaires. Cette musique est appelée desert rock (rock du désert). Comme il n'y a pas de désert en Norvège et que les membres du groupe ont grandi près de zones de toundra, le groupe appelle également la musique qu'ils jouent « tundra rock ». Avec le bassiste Kristiaan et le batteur Severin, le groupe est au complet.
En 2017, le groupe entre en studio pour enregistrer quelques singles. En attendant la finalisation des singles, une démo de la chanson There is Nothing New Under the Sun était déjà disponible. Elle est partagée via leur page Facebook nouvellement créée en avril 2017 et pouvait être écoutée via SoundCloud.
Avant leur premier concert en mai, les membres du groupe doivent trouver un nom. Le nom Slomosa vient de blagues que les membres du groupe faisaient sur l'inertie (slow motion), de plus le guitariste Anders est fan de groupes se terminant par un a comme Pantera et Sepultura. C'est en réunissant ces éléments que le nom du groupe devient Slomosa.

### Débuts
Le premier concert de Slomosa a lieu le 11 mai 2017 au café rock Hulen à Bergen, considéré comme le plus ancien club de rock d'Europe du Nord. Ils y jouent un concert unique dans le cadre d'une soirée musicale mensuelle appelée Torsdagrock (rock du jeudi). Ce soir-là, Slomosa joue aux côtés de Clone, The Other End, Pollution et New Age Disco Boys. Le premier concert auquel le groupe participe en tant que tête d'affiche est joué au Victoria Cafe and Pub, également à Bergen, en septembre 2017.
En septembre et octobre 2018, le groupe entre en studio pour enregistrer les chansons de son premier album. Les chansons sont enregistrées avec le producteur Eirik Sandvik au Polyfon Studio et mixées au Marinius Studio, tous deux à Bergen. Deux des membres du groupe ne vivraient pas pour voir la sortie de l'album en tant que membres du groupe. Tor Erik Bye rejoint le groupe en 2019, il a grandi à Vossevangen avec Benjamin et Anders avec qui il avait déjà joué dans plusieurs autres formations. Il remplace Anders, qui avait d'autres priorités et déménage à Oslo. La bassiste Marie Moe, du groupe Razika, est invitée à rejoindre le groupe en 2019, après le départ du groupe susmentionné. Elle remplace Kristian qui avait subi une blessure nerveuse au doigt.
Leur premier single Horses sort le 24 octobre 2019. Le premier album devait sortir en avril 2020, mais il est reporté au mois d'août de la même année en raison de la pandémie de Covid-19. Cependant, There is Nothing New Under the Sun sort en tant que deuxième single en avril de la même année, également en CD. Le troisième single, intitulé In My Mind's Desert, suit en juin. L'album de huit chansons est publié par Apollon Records le 28 août 2020. En raison des mesures liées à la pandémie de Covid-19, seuls quelques concerts ont pu être organisés cette année-là à des fins promotionnelles. Jard Hole remplace le batteur Severin en décembre 2020, qui souhaite se concentrer sur d'autres projets. En août et septembre 2021, des enregistrements live des chansons Horses et Kevin, enregistrés au Polyfon Studio avec les nouveaux membres du groupe, apparaissent sur la chaîne YouTube du groupe.
À l'automne 2022, le groupe participe à la tournée SOL Sonic Ride, jouant pour la première fois en République tchèque, avec les groupes Orange Goblin et Sasquatch. Le groupe participe notamment aux festivals Up in Smoke, Keep it Low en Allemagne et Into the Void à Leeuwarden. Après cette tournée, c'est la tournée Heavy to the Max avec Sasquatch à travers plusieurs pays européens, au cours de laquelle ils visitent l'Italie pour la première fois.

### Deuxième album
En mars 2023, Slomosa signe un nouveau contrat avec Stickman Records dans le but de sortir le deuxième album du groupe. L'enregistrement du deuxième album a lieu au studio Polyfon à Bergen au début de 2023. Le 21 juillet 2023, le groupe sort un single de leur deuxième album à venir. La chanson, intitulée Cabin Fever, est accompagnée du deuxième clip vidéo du groupe. Le groupe effectue une nouvelle tournée en Europe en juillet et août 2023. Ce faisant, ils jouent leur premier concert en tête d'affiche en dehors de la Norvège à Dresde, jouant au Alcatraz Metal Festival et au Burg-Herzberg-Festival, entre autres.
À l'automne 2023, Slomosa assure la première partie de la tournée européenne de King Buffalo, puis la première partie de la tournée européenne d'Elder.
En février 2024, Rice est le deuxième single sorti par le groupe en amont de leur deuxième album, suivi d'une courte tournée de trois jours comprenant plusieurs concerts en Suède en première partie de Skraeckoedlan. Ayant déjà joué au Desertfest à Anvers, Londres et Berlin, le groupe le fait en 2024 en tant que tête d'affiche lors de la première édition du Desertfest Oslo. Lors de la prestation à ce festival, Eirik Sandvik, le producteur du groupe, l'accompagne à la guitare. S'étalant de mai à août 2024, le groupe se produit dans une douzaine de festivals en Europe de l'Ouest. Le groupe assure la première partie d'Alkaline Trio au Royaume-Uni pour plusieurs dates en juillet. Quelques jours après ces concerts, le groupe sort le troisième single de son prochain album, intitulé Battling Guns. Le single est accompagné du troisième clip du groupe et est accompagné sur Spotify des chansons Rice et Cabin Fever. En même temps que la sortie de ce single, la signature du groupe avec le label MNRK Heavy est annoncée, en même temps qu'un nouvel album, intitulé Tundra Rock, qui sortira le 13 septembre 2024,.
Le 11 septembre 2024, le groupe organise une soirée d'écoute sur Bandcamp où le deuxième album peut être écouté dans son intégralité pour la première fois. Un jour plus tard, le quatrième single, Red Thundra, accompagné d'un clip vidéo, est publié. L'album Tundra Rock est publié le 13 septembre 2024. En septembre 2024, le groupe effectue une tournée aux États-Unis avec Spanish Love Songs en première partie d'Alkaline Trio, ainsi que plusieurs concerts en tête d'affiche aux États-Unis dans le cadre de la tournée Tundra Rock 2024. En octobre 2024, le groupe se lance dans une tournée d'automne sous le nom de Habit of the Tundra. La tournée, qui traverse une partie de l'Europe, se fait avec le groupe Greenleaf ; Psychlona assurera la première partie. Pendant la tournée, le groupe se rendra pour la première fois en Croatie.
Après la tournée Habit of the Tundra, le groupe poursuit sa tournée Tundra Rock 2024 en tête d'affiche à partir de novembre en Europe et plus tard en Scandinavie.